# Один в темноте 2
«Один в темноте 2» (англ. Alone in the Dark II) — фильм ужасов режиссёров Майкла Реша и Питера Ширера 2008 года. Продолжение фильма Уве Болла «Один в темноте» (2005). Главные роли в фильме исполняют Рик Юн, Лэнс Хенриксен, Билл Мозли, Рейчел Спектер и Дэнни Трехо.
Съёмки фильма велись в Нью-Йорке и Лос-Анджелесе. Фильм основан на компьютерной игре 2008 года Alone in the Dark, но в него включены элементы и более ранних игр серии.

## Сюжет
Бывший охотник на ведьм Эбнер Ландберг вынужден вернуться, чтобы сразиться со своим старым заклятым врагом — опасной ведьмой, снова вышедшей на охоту. На этот раз Ландберг объединяет усилия с Эдвардом Карнби и вместе они пытаются выследить ведьму Элизабет Декстер.

## В ролях
| Актёр           | Роль                    |
| --------------- | ----------------------- |
| Рик Юн          | Эдвард Карнби           |
| Рейчел Спектер  | Натали Декстер          |
| Лэнс Хенриксен  | Эбнер Ландберг          |
| Билл Мозли      | Декстер                 |
| Ральф Мёллер    | Бойл                    |
| Дэнни Трехо     | Перри                   |
| Зак Уорд        | Ксавьер                 |
| Натасия Мальте  | Тёрнер                  |
| Джейсон Коннери | Паркер                  |
| Майкл Паре      | Уилсон                  |
| Пи-Джей Солс    | Марта                   |
| Бруклин Судано  | Синклер                 |
| Эллисон Лэндж   | Элизабет Декстер/Ведьма |

## Факты
- Вместо Кристиана Слейтера роль Эдварда Карнби исполняет Рик Юн.
- Сценаристы первого фильма, Майкл Реш и Питер Ширер, теперь не только написали сценарий для продолжения, но и являются его режиссёрами, а Уве Болл — его продюсер.